# Isi (Schatzhausvorsteher)
Isi (auch Izi) war altägyptischer „Schatzhausvorsteher“ in der 4. Dynastie und damit einer der höchsten Palastbeamten seiner Zeit. Er ist von dreizehn Steinblöcken seines Grabes bekannt, von denen sich heute acht in Moskau (Puschkin-Museum), drei in Kopenhagen (Ny Carlsberg Glyptotek) und einer in Kairo (Ägyptisches Museum) befinden. In Paris (Louvre) gibt es außerdem eine Scheintür. Sein Grab, das sich wahrscheinlich in Sakkara befand, ist um 1890 bei illegalen Ausgrabungen gefunden worden. Die Blöcke kamen in den darauffolgenden Jahren in die genannten Museen. Auf diesen Blöcken erscheint noch eine gewisse Nefretwennes mit dem Titel „Königsbekannte“ (Rḫ.t-nsw = Recht-nesu), die wahrscheinlich die Gemahlin des Isi war. Zwei weitere Personen sind Nikauhor (wahrscheinlich ein Sohn) und Hetepnub (wahrscheinlich eine Tochter).
Der wichtigste Titel des Izi war „Schatzhausvorsteher“. Seine weiteren Titel waren:
- „Vorsteher der großen Domäne“ (Jmj-r3-ḥwt-ˁ3t = Imi-ra-hut-aat)
- „Groß an Bezet“ (Wr-bst = Wer-beset)
- „Vorsteher des Königsschmuckes“ (Jmj-r3-ẖkrt-nsw = Imi-ra-chekeret-nesu)
- „Leiter der Gaue von Oberägypten“ (Sšmw-sp3wt = Seschemu-sepaut)
- „Vorsteher des Mannschaftshauses“ (Jmj-r3-gs-pr = Imi-ra-ges-per)
- „Schreiber der Königsurkunde“ (Sš-ˁ-nsw = Sesch-a-nesu)
- „Geheimnisträger“ (Ḥri-sšt3 = Heri-sescheta)
- „Leiter in den nördlichen Gauen“ (Sws3-sp3wt-mḥwt = Swescha-sepaut-mechut)

Die Datierung des Isi ist unsicher. Auf den Blöcken findet sich kein Königsname. Vor allem die Szene auf seiner Scheintür, die eine Leinenliste zeigt, ist eher typisch für die frühe oder mittlere 4. Dynastie.